# 員弁郡
- 令制国一覧 > 東海道 > 伊勢国 > 員弁郡
- 日本 > 近畿地方 > 三重県 > 員弁郡

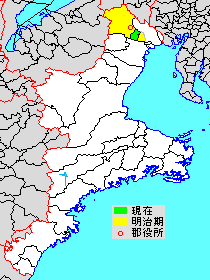
三重県員弁郡の範囲（緑：東員町）

員弁郡（いなべぐん）は、三重県（伊勢国）の郡。旧字体では「員辨郡」と書く。
人口25,598人、面積22.68km²、人口密度1,129人/km²。（2025年4月1日、推計人口）
以下の1町を含む。
- 東員町（とういんちょう）

## 郡域
1879年（明治12年）に行政区画として発足した当時の郡域は、上記1町のほか、下記の区域にあたる。
- いなべ市の全域
- 桑名市の一部（概ね芳ヶ崎・森忠・星川・巌新田・嘉例川・五反田・大仲新田・筑紫・中山町・里町・坂井・友村・赤尾・赤尾台・島田・志知）

## 歴史

### 近世以降の沿革
- 「旧高旧領取調帳」に記載されている明治初年時点での支配は以下の通り。（111村）

| 知行 | 知行       | 村数 | 村名 |
| ---- | ---------- | ---- | --- |
| 藩領 | 伊勢桑名藩 | 83村 | 【石榑下村、石榑東村、石榑南村、石榑北村、片樋村、厳新田、星川村、森忠村、芳ヶ崎村、五反田村、嘉例川村、大仲新田、穴太村、筑紫村、瀬古泉村、山田村、六把野新田、北山田村、八幡新田、東一色村、西方村、金井村、楚原村、御薗村、下笠田村、笠田新田、宇野村、坂東新田、市之原村、畑新田、上笠田村、大泉新田、酉之新田、松名新田、平野新田、大辻新田、南中津原村、麻生田村、其原村、京ヶ野新田】、丹生川久保村、丹生川中村、丹生川上村、丹生川下村、阿下喜村、瀬木村、下相場村、川合村、日内村、長尾村、上相場村、上之山田村、清司原村下組、清司原村上組、深尾村、川原村、千司久連新田、二之瀬村、小原一色村、田辺村、塩崎村、畑毛村、向平村、下平村、飯倉村、西貝野村、東貝野村、皷村、北中津原村、東禅寺村、新町新田、石川村、下野尻村、西野尻村、市場村、志礼石新田、本郷村、大貝戸村、坂本村、山口村、篠立村、古田村 |
| 藩領 | 武蔵忍藩   | 20村 | 赤尾村、坂井村、友村、島田村、志知村、中上村、長深村、一色新田、南大社村、梅戸村、金井村、門前村、大井田村、高柳村、平塚村、宇賀村、宇賀新田、北大社村、大木村、大泉村 |
| 藩領 | 上総一宮藩 | 8村  | 新町村、奥村、麓村、中山村、東村、別名村、新貝村、垣内村 |

- 慶応4年1月22日（1868年2月15日） - 戊辰戦争により桑名城が開城し、桑名藩領が名古屋藩取締地となる。
- 明治2年8月10日（1869年9月15日） - 桑名藩が減封のうえ再興。石榑北村の一部を除く【　】内の40村が安堵。
- 明治3年（1870年）（112村）
  - 3月 - 名古屋藩取締地が度会県の管轄となる。
  - 10月 - 一宮藩領が度会県の管轄となる。
  - 石榑北村のうち名古屋藩取締地が分立して石榑北山村となる。
  - 本年から明治5年にかけて平古村が起立。
- 明治4年
  - 7月14日（1871年8月29日） - 廃藩置県により、藩領が桑名県、忍県の管轄となる。
  - 11月22日（1872年1月2日） - 第1次府県統合により、全域が安濃津県の管轄となる。
- 明治5年3月17日（1872年4月24日） - 安濃津県が改称して三重県となる。
- 明治初年 - 新町新田が東禅寺村に、一色新田が長深村にそれぞれ合併。（110村）
- 明治8年（1875年）（108村）
  - 北山田村・酉之新田が合併して鳥取村となる。
  - 新貝村が別名村に合併。
- 明治12年（1879年）2月5日 - 郡区町村編制法の三重県での施行により、行政区画としての員弁郡が発足。郡役所が南大社村に設置。
- 明治18年（1886年） - 清司原村下組・清司原村上組・深尾村が合併して鼎村となる。（106村）
- 明治22年（1889年） - 丹生川久保村・丹生川下村が合併して丹生川久下となる。（105村）

### 町村制以降の沿革

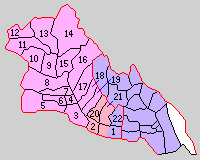
1.久米村 2.大長村 3.梅戸井村 4.三里村 5.南石加村 6.北石加村 7.丹生川村 8.治田村 9.東藤原村 10.西藤原村 11.白瀬村 12.立田村 13.中里村 14.十社村 15.阿下喜村 16.山郷村 17.笠田村 18.大泉原村 19.大泉村 20.稲部村 21.神田村 22.七和村（紫：桑名市 桃：いなべ市 赤：東員町）

- 明治22年（1889年）4月1日 - 町村制の施行により、以下の各村が発足。特記以外は現・いなべ市。（22村）
  - 久米村 ← 坂井村、友村、赤尾村、島田村、志知村（現・桑名市）、中上村（現・東員町）
  - 大長村 ← 長深村、南大社村（現・東員町）
  - 梅戸井村 ← 梅戸村、南金井村、門前村、大井田村
  - 三里村 ← 高柳村、平塚村、石榑下村
  - 南石加村 ← 石榑南村、宇賀村、宇賀新田
  - 北石加村 ← 石榑東村、石榑北村、石榑北山村
  - 丹生川村 ← 片樋村、丹生川久下、丹生川中村、丹生川上村
  - 治田村 ← 中山村、東村、垣内村、別名村、麓村、奥村、新町村
  - 東藤原村 ← 東禅寺村、石川村、下野尻村、西野尻村
  - 西藤原村 ← 大貝戸村、坂本村
  - 白瀬村 ← 志礼石新田、市場村、本郷村、山口村
  - 立田村 ← 篠立村、古田村
  - 中里村 ← 鼎村、上之山田村、上相場村、日内村、下相場村、長尾村、川合村
  - 十社村 ← 川原村、千司久連新田、二之瀬村、田辺村、塩崎村、京ヶ野新田、下平村、向平村、畑毛村、西貝野村、東貝野村、小原一色村
  - 阿下喜村 ← 阿下喜村、瀬木村、飯倉村
  - 山郷村 ← 皷村、大辻新田、北中津原村、南中津原村、平野新田、其原村、麻生田村
  - 笠田村 ← 上笠田村、宇野村、市之原村、坂東新田、笠田新田、下笠田村
  - 大泉原村 ← 御薗村、楚原村、畑新田、平古村、松名新田、大泉新田、北金井村
  - 大泉村 ← 西方村、大泉村、東一色村
  - 稲部村 ← 北大社村、大木村、八幡新田（現・東員町）
  - 神田村 ← 鳥取村、六把野新田、山田村、瀬古泉村、穴太村、筑紫村（現・東員町）
  - 七和村 ← 芳ヶ崎村、森忠村、星川村、巌新田、嘉例川村、五反田村、大仲新田（現・桑名市）
- 明治30年（1897年）9月1日 - 改正された郡制により、郡役所が大泉原村に設置。
- 明治40年（1907年）4月1日 - 南石加村・北石加村が合併して石榑村が発足。（21村）
- 大正12年（1923年）4月1日 - 郡会が廃止。郡役所は存続。
- 大正15年（1926年）7月1日 - 郡役所が廃止。以降は地域区分名称となる。
- 昭和4年（1929年）3月10日 - 阿下喜村が町制施行して阿下喜町となる。（1町20村）
- 昭和16年（1941年）2月11日 - 大泉原村・笠田村・大泉村が合併して員弁町が発足。（2町17村）
- 昭和26年（1951年）3月2日 - 七和村が桑名市に編入。（2町16村）
- 昭和29年（1954年）
  - 10月28日 - 梅戸井村が町制施行して梅戸井町となる。（3町15村）
  - 11月3日 - 大長村・稲部村・神田村が合併して東員村が発足。（3町13村）
- 昭和30年（1955年）
  - 2月1日 - 久米村が分割し、一部（坂井・赤尾・友村・島田・志知）が桑名市に、残部（中上）が東員村にそれぞれ編入。（3町12村）
  - 4月1日 - 阿下喜町・十社村・山郷村が合併して北勢町が発足。（3町10村）
  - 4月3日 - 東藤原村・西藤原村・白瀬村・立田村・中里村が合併して藤原村が発足。（3町6村）
  - 8月1日 - 治田村が北勢町に編入。（3町5村）
- 昭和31年（1956年）9月30日 - 石榑村・丹生川村が合併して石加村が発足。（3町4村）
- 昭和34年（1959年）4月20日 - 梅戸井町・三里村が合併して大安町が発足。（3町3村）
- 昭和38年（1963年）4月1日 - 大安町・石加村が合併し、改めて大安町が発足。（3町2村）
- 昭和42年（1967年）4月1日（5町）
  - 東員村が町制施行して東員町となる。
  - 藤原村が町制施行して藤原町となる。
- 平成15年（2003年）12月1日 - 北勢町・員弁町・大安町・藤原町が合併していなべ市が発足し、郡より離脱。（1町）

### 変遷表
| 明治以前     | 明治以前       | 明治初年 - 明治22年                 | 明治22年 4月1日 町村制施行 | 明治22年 - 昭和29年            | 昭和30年 - 昭和34年         | 昭和35年 - 昭和64年        | 平成元年 - 現在          | 現在     |
| ------------ | -------------- | ----------------------------------- | -------------------------- | ------------------------------ | --------------------------- | -------------------------- | ------------------------ | -------- |
| 阿下喜村     | 阿下喜村       | 阿下喜村                            | 阿下喜村                   | 昭和4年3月10日 町制 阿下喜町   | 昭和30年4月1日 北勢町       | 北勢町                     | 平成15年12月1日 いなべ市 | いなべ市 |
| 瀬木村       | 瀬木村         | 瀬木村                              | 阿下喜村                   | 昭和4年3月10日 町制 阿下喜町   | 昭和30年4月1日 北勢町       | 北勢町                     | 平成15年12月1日 いなべ市 | いなべ市 |
| 飯倉村       | 飯倉村         | 飯倉村                              | 阿下喜村                   | 昭和4年3月10日 町制 阿下喜町   | 昭和30年4月1日 北勢町       | 北勢町                     | 平成15年12月1日 いなべ市 | いなべ市 |
| 川原村       | 川原村         | 川原村                              | 十社村                     | 十社村                         | 昭和30年4月1日 北勢町       | 北勢町                     | 平成15年12月1日 いなべ市 | いなべ市 |
| 千司久連新田 | 千司久連新田   | 千司久連新田                        | 十社村                     | 十社村                         | 昭和30年4月1日 北勢町       | 北勢町                     | 平成15年12月1日 いなべ市 | いなべ市 |
| 二之瀬村     | 二之瀬村       | 二之瀬村                            | 十社村                     | 十社村                         | 昭和30年4月1日 北勢町       | 北勢町                     | 平成15年12月1日 いなべ市 | いなべ市 |
| 田辺村       | 田辺村         | 田辺村                              | 十社村                     | 十社村                         | 昭和30年4月1日 北勢町       | 北勢町                     | 平成15年12月1日 いなべ市 | いなべ市 |
| 塩崎村       | 塩崎村         | 塩崎村                              | 十社村                     | 十社村                         | 昭和30年4月1日 北勢町       | 北勢町                     | 平成15年12月1日 いなべ市 | いなべ市 |
| 京ヶ野新田   | 京ヶ野新田     | 京ヶ野新田                          | 十社村                     | 十社村                         | 昭和30年4月1日 北勢町       | 北勢町                     | 平成15年12月1日 いなべ市 | いなべ市 |
| 下平村       | 下平村         | 下平村                              | 十社村                     | 十社村                         | 昭和30年4月1日 北勢町       | 北勢町                     | 平成15年12月1日 いなべ市 | いなべ市 |
| 向平村       | 向平村         | 向平村                              | 十社村                     | 十社村                         | 昭和30年4月1日 北勢町       | 北勢町                     | 平成15年12月1日 いなべ市 | いなべ市 |
| 畑毛村       | 畑毛村         | 畑毛村                              | 十社村                     | 十社村                         | 昭和30年4月1日 北勢町       | 北勢町                     | 平成15年12月1日 いなべ市 | いなべ市 |
| 西貝野村     | 西貝野村       | 西貝野村                            | 十社村                     | 十社村                         | 昭和30年4月1日 北勢町       | 北勢町                     | 平成15年12月1日 いなべ市 | いなべ市 |
| 東貝野村     | 東貝野村       | 東貝野村                            | 十社村                     | 十社村                         | 昭和30年4月1日 北勢町       | 北勢町                     | 平成15年12月1日 いなべ市 | いなべ市 |
| 小原一色村   | 小原一色村     | 小原一色村                          | 十社村                     | 十社村                         | 昭和30年4月1日 北勢町       | 北勢町                     | 平成15年12月1日 いなべ市 | いなべ市 |
| 皷村         | 皷村           | 皷村                                | 山郷村                     | 山郷村                         | 昭和30年4月1日 北勢町       | 北勢町                     | 平成15年12月1日 いなべ市 | いなべ市 |
| 大辻新田     | 大辻新田       | 大辻新田                            | 山郷村                     | 山郷村                         | 昭和30年4月1日 北勢町       | 北勢町                     | 平成15年12月1日 いなべ市 | いなべ市 |
| 北中津原村   | 北中津原村     | 北中津原村                          | 山郷村                     | 山郷村                         | 昭和30年4月1日 北勢町       | 北勢町                     | 平成15年12月1日 いなべ市 | いなべ市 |
| 南中津原村   | 南中津原村     | 南中津原村                          | 山郷村                     | 山郷村                         | 昭和30年4月1日 北勢町       | 北勢町                     | 平成15年12月1日 いなべ市 | いなべ市 |
| 平野新田     | 平野新田       | 平野新田                            | 山郷村                     | 山郷村                         | 昭和30年4月1日 北勢町       | 北勢町                     | 平成15年12月1日 いなべ市 | いなべ市 |
| 其原村       | 其原村         | 其原村                              | 山郷村                     | 山郷村                         | 昭和30年4月1日 北勢町       | 北勢町                     | 平成15年12月1日 いなべ市 | いなべ市 |
| 麻生田村     | 麻生田村       | 麻生田村                            | 山郷村                     | 山郷村                         | 昭和30年4月1日 北勢町       | 北勢町                     | 平成15年12月1日 いなべ市 | いなべ市 |
| 別名村       | 別名村         | 明治8年 別名村                      | 治田村                     | 治田村                         | 昭和30年8月1日 北勢町に編入 | 北勢町                     | 平成15年12月1日 いなべ市 | いなべ市 |
| 新貝村       |                | 明治8年 別名村                      | 治田村                     | 治田村                         | 昭和30年8月1日 北勢町に編入 | 北勢町                     | 平成15年12月1日 いなべ市 | いなべ市 |
| 中山村       | 中山村         | 中山村                              | 治田村                     | 治田村                         | 昭和30年8月1日 北勢町に編入 | 北勢町                     | 平成15年12月1日 いなべ市 | いなべ市 |
| 東村         | 東村           | 東村                                | 治田村                     | 治田村                         | 昭和30年8月1日 北勢町に編入 | 北勢町                     | 平成15年12月1日 いなべ市 | いなべ市 |
| 垣内村       | 垣内村         | 垣内村                              | 治田村                     | 治田村                         | 昭和30年8月1日 北勢町に編入 | 北勢町                     | 平成15年12月1日 いなべ市 | いなべ市 |
| 麓村         | 麓村           | 麓村                                | 治田村                     | 治田村                         | 昭和30年8月1日 北勢町に編入 | 北勢町                     | 平成15年12月1日 いなべ市 | いなべ市 |
| 奥村         | 奥村           | 奥村                                | 治田村                     | 治田村                         | 昭和30年8月1日 北勢町に編入 | 北勢町                     | 平成15年12月1日 いなべ市 | いなべ市 |
| 新町村       | 新町村         | 新町村                              | 治田村                     | 治田村                         | 昭和30年8月1日 北勢町に編入 | 北勢町                     | 平成15年12月1日 いなべ市 | いなべ市 |
| 上笠田村     | 上笠田村       | 上笠田村                            | 笠田村                     | 昭和16年2月11日 員弁町         | 員弁町                      | 員弁町                     | 平成15年12月1日 いなべ市 | いなべ市 |
| 宇野村       | 宇野村         | 宇野村                              | 笠田村                     | 昭和16年2月11日 員弁町         | 員弁町                      | 員弁町                     | 平成15年12月1日 いなべ市 | いなべ市 |
| 市之原村     | 市之原村       | 市之原村                            | 笠田村                     | 昭和16年2月11日 員弁町         | 員弁町                      | 員弁町                     | 平成15年12月1日 いなべ市 | いなべ市 |
| 坂東新田     | 坂東新田       | 坂東新田                            | 笠田村                     | 昭和16年2月11日 員弁町         | 員弁町                      | 員弁町                     | 平成15年12月1日 いなべ市 | いなべ市 |
| 笠田新田     | 笠田新田       | 笠田新田                            | 笠田村                     | 昭和16年2月11日 員弁町         | 員弁町                      | 員弁町                     | 平成15年12月1日 いなべ市 | いなべ市 |
| 下笠田村     | 下笠田村       | 下笠田村                            | 笠田村                     | 昭和16年2月11日 員弁町         | 員弁町                      | 員弁町                     | 平成15年12月1日 いなべ市 | いなべ市 |
| 西方村       | 西方村         | 西方村                              | 大泉村                     | 昭和16年2月11日 員弁町         | 員弁町                      | 員弁町                     | 平成15年12月1日 いなべ市 | いなべ市 |
| 大泉村       | 大泉村         | 大泉村                              | 大泉村                     | 昭和16年2月11日 員弁町         | 員弁町                      | 員弁町                     | 平成15年12月1日 いなべ市 | いなべ市 |
| 東一色村     | 東一色村       | 東一色村                            | 大泉村                     | 昭和16年2月11日 員弁町         | 員弁町                      | 員弁町                     | 平成15年12月1日 いなべ市 | いなべ市 |
| 御薗村       | 御薗村         | 御薗村                              | 大泉原村                   | 昭和16年2月11日 員弁町         | 員弁町                      | 員弁町                     | 平成15年12月1日 いなべ市 | いなべ市 |
| 楚原村       | 楚原村         | 楚原村                              | 大泉原村                   | 昭和16年2月11日 員弁町         | 員弁町                      | 員弁町                     | 平成15年12月1日 いなべ市 | いなべ市 |
| 畑新田       | 畑新田         | 畑新田                              | 大泉原村                   | 昭和16年2月11日 員弁町         | 員弁町                      | 員弁町                     | 平成15年12月1日 いなべ市 | いなべ市 |
|              |                | 明治3年から 明治5年まで 起立 平古村 | 大泉原村                   | 昭和16年2月11日 員弁町         | 員弁町                      | 員弁町                     | 平成15年12月1日 いなべ市 | いなべ市 |
| 松名新田     | 松名新田       | 松名新田                            | 大泉原村                   | 昭和16年2月11日 員弁町         | 員弁町                      | 員弁町                     | 平成15年12月1日 いなべ市 | いなべ市 |
| 大泉新田     | 大泉新田       | 大泉新田                            | 大泉原村                   | 昭和16年2月11日 員弁町         | 員弁町                      | 員弁町                     | 平成15年12月1日 いなべ市 | いなべ市 |
| 北金井村     | 北金井村       | 北金井村                            | 大泉原村                   | 昭和16年2月11日 員弁町         | 員弁町                      | 員弁町                     | 平成15年12月1日 いなべ市 | いなべ市 |
| 梅戸村       | 梅戸村         | 梅戸村                              | 梅戸井村                   | 昭和29年10月28日 町制 梅戸井町 | 昭和34年4月20日 大安町      | 昭和38年4月1日 大安町      | 平成15年12月1日 いなべ市 | いなべ市 |
| 南金井村     | 南金井村       | 南金井村                            | 梅戸井村                   | 昭和29年10月28日 町制 梅戸井町 | 昭和34年4月20日 大安町      | 昭和38年4月1日 大安町      | 平成15年12月1日 いなべ市 | いなべ市 |
| 門前村       | 門前村         | 門前村                              | 梅戸井村                   | 昭和29年10月28日 町制 梅戸井町 | 昭和34年4月20日 大安町      | 昭和38年4月1日 大安町      | 平成15年12月1日 いなべ市 | いなべ市 |
| 大井田村     | 大井田村       | 大井田村                            | 梅戸井村                   | 昭和29年10月28日 町制 梅戸井町 | 昭和34年4月20日 大安町      | 昭和38年4月1日 大安町      | 平成15年12月1日 いなべ市 | いなべ市 |
| 高柳村       | 高柳村         | 高柳村                              | 三里村                     | 三里村                         | 昭和34年4月20日 大安町      | 昭和38年4月1日 大安町      | 平成15年12月1日 いなべ市 | いなべ市 |
| 平塚村       | 平塚村         | 平塚村                              | 三里村                     | 三里村                         | 昭和34年4月20日 大安町      | 昭和38年4月1日 大安町      | 平成15年12月1日 いなべ市 | いなべ市 |
| 石榑下村     | 石榑下村       | 石榑下村                            | 三里村                     | 三里村                         | 昭和34年4月20日 大安町      | 昭和38年4月1日 大安町      | 平成15年12月1日 いなべ市 | いなべ市 |
| 石榑東村     | 石榑東村       | 石榑東村                            | 北石加村                   | 明治40年4月1日 石榑村          | 昭和31年9月30日 石加村      | 昭和38年4月1日 大安町      | 平成15年12月1日 いなべ市 | いなべ市 |
| 石榑北村     |                | 石榑北村                            | 北石加村                   | 明治40年4月1日 石榑村          | 昭和31年9月30日 石加村      | 昭和38年4月1日 大安町      | 平成15年12月1日 いなべ市 | いなべ市 |
| 石榑北村     | 名古屋藩取締地 | 明治3年 分立 石榑北山村             | 北石加村                   | 明治40年4月1日 石榑村          | 昭和31年9月30日 石加村      | 昭和38年4月1日 大安町      | 平成15年12月1日 いなべ市 | いなべ市 |
| 石榑南村     | 石榑南村       | 石榑南村                            | 南石加村                   | 明治40年4月1日 石榑村          | 昭和31年9月30日 石加村      | 昭和38年4月1日 大安町      | 平成15年12月1日 いなべ市 | いなべ市 |
| 宇賀村       | 宇賀村         | 宇賀村                              | 南石加村                   | 明治40年4月1日 石榑村          | 昭和31年9月30日 石加村      | 昭和38年4月1日 大安町      | 平成15年12月1日 いなべ市 | いなべ市 |
| 宇賀新田     | 宇賀新田       | 宇賀新田                            | 南石加村                   | 明治40年4月1日 石榑村          | 昭和31年9月30日 石加村      | 昭和38年4月1日 大安町      | 平成15年12月1日 いなべ市 | いなべ市 |
| 丹生川久保村 | 丹生川久保村   | 明治22年 丹生川久下                 | 丹生川村                   | 丹生川村                       | 昭和31年9月30日 石加村      | 昭和38年4月1日 大安町      | 平成15年12月1日 いなべ市 | いなべ市 |
| 丹生川下村   |                | 明治22年 丹生川久下                 | 丹生川村                   | 丹生川村                       | 昭和31年9月30日 石加村      | 昭和38年4月1日 大安町      | 平成15年12月1日 いなべ市 | いなべ市 |
| 丹生川中村   | 丹生川中村     | 丹生川中村                          | 丹生川村                   | 丹生川村                       | 昭和31年9月30日 石加村      | 昭和38年4月1日 大安町      | 平成15年12月1日 いなべ市 | いなべ市 |
| 丹生川上村   | 丹生川上村     | 丹生川上村                          | 丹生川村                   | 丹生川村                       | 昭和31年9月30日 石加村      | 昭和38年4月1日 大安町      | 平成15年12月1日 いなべ市 | いなべ市 |
| 片樋村       | 片樋村         | 片樋村                              | 丹生川村                   | 丹生川村                       | 昭和31年9月30日 石加村      | 昭和38年4月1日 大安町      | 平成15年12月1日 いなべ市 | いなべ市 |
| 東禅寺村     | 東禅寺村       | 明治初年 東禅寺村                   | 東藤原村                   | 東藤原村                       | 昭和30年4月3日 藤原村       | 昭和42年4月1日 町制 藤原町 | 平成15年12月1日 いなべ市 | いなべ市 |
| 新町新田     |                | 明治初年 東禅寺村                   | 東藤原村                   | 東藤原村                       | 昭和30年4月3日 藤原村       | 昭和42年4月1日 町制 藤原町 | 平成15年12月1日 いなべ市 | いなべ市 |
| 石川村       | 石川村         | 石川村                              | 東藤原村                   | 東藤原村                       | 昭和30年4月3日 藤原村       | 昭和42年4月1日 町制 藤原町 | 平成15年12月1日 いなべ市 | いなべ市 |
| 下野尻村     | 下野尻村       | 下野尻村                            | 東藤原村                   | 東藤原村                       | 昭和30年4月3日 藤原村       | 昭和42年4月1日 町制 藤原町 | 平成15年12月1日 いなべ市 | いなべ市 |
| 西野尻村     | 西野尻村       | 西野尻村                            | 東藤原村                   | 東藤原村                       | 昭和30年4月3日 藤原村       | 昭和42年4月1日 町制 藤原町 | 平成15年12月1日 いなべ市 | いなべ市 |
| 大貝戸村     | 大貝戸村       | 大貝戸村                            | 西藤原村                   | 西藤原村                       | 昭和30年4月3日 藤原村       | 昭和42年4月1日 町制 藤原町 | 平成15年12月1日 いなべ市 | いなべ市 |
| 坂本村       | 坂本村         | 坂本村                              | 西藤原村                   | 西藤原村                       | 昭和30年4月3日 藤原村       | 昭和42年4月1日 町制 藤原町 | 平成15年12月1日 いなべ市 | いなべ市 |
| 志礼石新田   | 志礼石新田     | 志礼石新田                          | 白瀬村                     | 白瀬村                         | 昭和30年4月3日 藤原村       | 昭和42年4月1日 町制 藤原町 | 平成15年12月1日 いなべ市 | いなべ市 |
| 市場村       | 市場村         | 市場村                              | 白瀬村                     | 白瀬村                         | 昭和30年4月3日 藤原村       | 昭和42年4月1日 町制 藤原町 | 平成15年12月1日 いなべ市 | いなべ市 |
| 本郷村       | 本郷村         | 本郷村                              | 白瀬村                     | 白瀬村                         | 昭和30年4月3日 藤原村       | 昭和42年4月1日 町制 藤原町 | 平成15年12月1日 いなべ市 | いなべ市 |
| 山口村       | 山口村         | 山口村                              | 白瀬村                     | 白瀬村                         | 昭和30年4月3日 藤原村       | 昭和42年4月1日 町制 藤原町 | 平成15年12月1日 いなべ市 | いなべ市 |
| 篠立村       | 篠立村         | 篠立村                              | 立田村                     | 立田村                         | 昭和30年4月3日 藤原村       | 昭和42年4月1日 町制 藤原町 | 平成15年12月1日 いなべ市 | いなべ市 |
| 古田村       | 古田村         | 古田村                              | 立田村                     | 立田村                         | 昭和30年4月3日 藤原村       | 昭和42年4月1日 町制 藤原町 | 平成15年12月1日 いなべ市 | いなべ市 |
| 清司原村下組 | 清司原村下組   | 明治18年 鼎村                       | 中里村                     | 中里村                         | 昭和30年4月3日 藤原村       | 昭和42年4月1日 町制 藤原町 | 平成15年12月1日 いなべ市 | いなべ市 |
| 清司原村上組 |                | 明治18年 鼎村                       | 中里村                     | 中里村                         | 昭和30年4月3日 藤原村       | 昭和42年4月1日 町制 藤原町 | 平成15年12月1日 いなべ市 | いなべ市 |
| 深尾村       |                | 明治18年 鼎村                       | 中里村                     | 中里村                         | 昭和30年4月3日 藤原村       | 昭和42年4月1日 町制 藤原町 | 平成15年12月1日 いなべ市 | いなべ市 |
| 上之山田村   | 上之山田村     | 上之山田村                          | 中里村                     | 中里村                         | 昭和30年4月3日 藤原村       | 昭和42年4月1日 町制 藤原町 | 平成15年12月1日 いなべ市 | いなべ市 |
| 上相場村     | 上相場村       | 上相場村                            | 中里村                     | 中里村                         | 昭和30年4月3日 藤原村       | 昭和42年4月1日 町制 藤原町 | 平成15年12月1日 いなべ市 | いなべ市 |
| 日内村       | 日内村         | 日内村                              | 中里村                     | 中里村                         | 昭和30年4月3日 藤原村       | 昭和42年4月1日 町制 藤原町 | 平成15年12月1日 いなべ市 | いなべ市 |
| 下相場村     | 下相場村       | 下相場村                            | 中里村                     | 中里村                         | 昭和30年4月3日 藤原村       | 昭和42年4月1日 町制 藤原町 | 平成15年12月1日 いなべ市 | いなべ市 |
| 長尾村       | 長尾村         | 長尾村                              | 中里村                     | 中里村                         | 昭和30年4月3日 藤原村       | 昭和42年4月1日 町制 藤原町 | 平成15年12月1日 いなべ市 | いなべ市 |
| 川合村       | 川合村         | 川合村                              | 中里村                     | 中里村                         | 昭和30年4月3日 藤原村       | 昭和42年4月1日 町制 藤原町 | 平成15年12月1日 いなべ市 | いなべ市 |
| 長深村       | 長深村         | 明治初年 長深村                     | 大長村                     | 昭和29年11月3日 東員村         | 東員村                      | 昭和42年4月1日 町制 東員町 | 東員町                   | 東員町   |
| 一色新田     |                | 明治初年 長深村                     | 大長村                     | 昭和29年11月3日 東員村         | 東員村                      | 昭和42年4月1日 町制 東員町 | 東員町                   | 東員町   |
| 南大社村     | 南大社村       | 南大社村                            | 大長村                     | 昭和29年11月3日 東員村         | 東員村                      | 昭和42年4月1日 町制 東員町 | 東員町                   | 東員町   |
| 北大社村     | 北大社村       | 北大社村                            | 稲部村                     | 昭和29年11月3日 東員村         | 東員村                      | 昭和42年4月1日 町制 東員町 | 東員町                   | 東員町   |
| 大木村       | 大木村         | 大木村                              | 稲部村                     | 昭和29年11月3日 東員村         | 東員村                      | 昭和42年4月1日 町制 東員町 | 東員町                   | 東員町   |
| 八幡新田     | 八幡新田       | 八幡新田                            | 稲部村                     | 昭和29年11月3日 東員村         | 東員村                      | 昭和42年4月1日 町制 東員町 | 東員町                   | 東員町   |
| 北山田村     | 北山田村       | 明治8年 鳥取村                      | 神田村                     | 昭和29年11月3日 東員村         | 東員村                      | 昭和42年4月1日 町制 東員町 | 東員町                   | 東員町   |
| 酉之新田     |                | 明治8年 鳥取村                      | 神田村                     | 昭和29年11月3日 東員村         | 東員村                      | 昭和42年4月1日 町制 東員町 | 東員町                   | 東員町   |
| 六把野新田   | 六把野新田     | 六把野新田                          | 神田村                     | 昭和29年11月3日 東員村         | 東員村                      | 昭和42年4月1日 町制 東員町 | 東員町                   | 東員町   |
| 山田村       | 山田村         | 山田村                              | 神田村                     | 昭和29年11月3日 東員村         | 東員村                      | 昭和42年4月1日 町制 東員町 | 東員町                   | 東員町   |
| 瀬古泉村     | 瀬古泉村       | 瀬古泉村                            | 神田村                     | 昭和29年11月3日 東員村         | 東員村                      | 昭和42年4月1日 町制 東員町 | 東員町                   | 東員町   |
| 穴太村       | 穴太村         | 穴太村                              | 神田村                     | 昭和29年11月3日 東員村         | 東員村                      | 昭和42年4月1日 町制 東員町 | 東員町                   | 東員町   |
| 筑紫村       | 筑紫村         | 筑紫村                              | 神田村                     | 昭和29年11月3日 東員村         | 東員村                      | 昭和42年4月1日 町制 東員町 | 東員町                   | 東員町   |
| 中上村       | 中上村         | 中上村                              | 久米村                     | 久米村                         | 昭和30年2月1日 東員村に編入 | 昭和42年4月1日 町制 東員町 | 東員町                   | 東員町   |
| 坂井村       | 坂井村         | 坂井村                              | 久米村                     | 久米村                         | 昭和30年2月1日 桑名市に編入 | 桑名市                     | 桑名市                   | 桑名市   |
| 友村         | 友村           | 友村                                | 久米村                     | 久米村                         | 昭和30年2月1日 桑名市に編入 | 桑名市                     | 桑名市                   | 桑名市   |
| 赤尾村       | 赤尾村         | 赤尾村                              | 久米村                     | 久米村                         | 昭和30年2月1日 桑名市に編入 | 桑名市                     | 桑名市                   | 桑名市   |
| 島田村       | 島田村         | 島田村                              | 久米村                     | 久米村                         | 昭和30年2月1日 桑名市に編入 | 桑名市                     | 桑名市                   | 桑名市   |
| 志知村       | 志知村         | 志知村                              | 久米村                     | 久米村                         | 昭和30年2月1日 桑名市に編入 | 桑名市                     | 桑名市                   | 桑名市   |
| 芳ヶ崎村     | 芳ヶ崎村       | 芳ヶ崎村                            | 七和村                     | 昭和26年3月2日 桑名市に編入    | 桑名市                      | 桑名市                     | 桑名市                   | 桑名市   |
| 森忠村       | 森忠村         | 森忠村                              | 七和村                     | 昭和26年3月2日 桑名市に編入    | 桑名市                      | 桑名市                     | 桑名市                   | 桑名市   |
| 星川村       | 星川村         | 星川村                              | 七和村                     | 昭和26年3月2日 桑名市に編入    | 桑名市                      | 桑名市                     | 桑名市                   | 桑名市   |
| 巌新田       | 巌新田         | 巌新田                              | 七和村                     | 昭和26年3月2日 桑名市に編入    | 桑名市                      | 桑名市                     | 桑名市                   | 桑名市   |
| 嘉例川村     | 嘉例川村       | 嘉例川村                            | 七和村                     | 昭和26年3月2日 桑名市に編入    | 桑名市                      | 桑名市                     | 桑名市                   | 桑名市   |
| 五反田村     | 五反田村       | 五反田村                            | 七和村                     | 昭和26年3月2日 桑名市に編入    | 桑名市                      | 桑名市                     | 桑名市                   | 桑名市   |
| 大仲新田     | 大仲新田       | 大仲新田                            | 七和村                     | 昭和26年3月2日 桑名市に編入    | 桑名市                      | 桑名市                     | 桑名市                   | 桑名市   |

## 行政
歴代郡長
| 代 | 氏名         | 就任年月日                 | 退任年月日                | 備考                   |
| -- | ------------ | -------------------------- | ------------------------- | ---------------------- |
| 1  | 伊藤省三     | 明治12年（1879年）5月5日   |                           |                        |
| 2  | 福原資英     | 明治16年（1883年）3月13日  |                           |                        |
| 3  | 田中新右衛門 | 明治16年（1883年）6月15日  |                           |                        |
| 4  | 山本如水     | 明治19年（1886年）9月18日  |                           |                        |
| 5  | 鈴木隆       | 明治20年（1887年）7月15日  |                           |                        |
| 6  | 田辺雷蔵     | 明治21年（1888年）8月25日  |                           |                        |
| 7  | 岡耕三郎     | 明治30年（1897年）5月29日  |                           |                        |
| 8  | 鵜飼元吉     | 明治32年（1899年）4月27日  |                           |                        |
| 9  | 横田鍬太郎   | 明治32年（1899年）6月21日  |                           |                        |
| 10 | 野村盛賢     | 明治37年（1904年）12月28日 |                           |                        |
| 11 | 浜田盛義     | 明治39年（1906年）8月14日  |                           |                        |
| 12 | 村田荘之助   | 明治42年（1909年）7月9日   |                           |                        |
| 13 | 小森安太郎   | 明治45年（1912年）6月22日  |                           |                        |
| 14 | 西大次郎     | 大正4年（1915年）4月24日   |                           |                        |
| 15 | 郡茂徳       | 大正5年（1916年）2月11日   |                           |                        |
| 16 | 植木寿雄     | 大正7年（1918年）3月29日   |                           |                        |
| 17 | 千葉卯市     | 大正8年（1919年）6月20日   |                           |                        |
| 18 | 瓜生精一     | 大正9年（1920年）12月4日   |                           |                        |
| 19 | 高橋信蔵     | 大正12年（1923年）3月10日  | 大正15年（1926年）6月30日 | 郡役所廃止により、廃官 |